# Museo Municipal de Alcira
El Museo Municipal de Alcira (MUMA) (en valenciano y oficialmente: Museu Municipal d'Alzira) es un museo que recoge la historia de la ciudad de Alcira y la comarca de la Ribera Alta. Está situado en el centro histórico de la ciudad, al que se conoce como la Villa de Alcira. El nuevo museo fue inaugurado en diciembre de 2008 y se estableció en la Casa del Empeño.

## Historia
La creación del Museo Municipal de Alzira tuvo sus inicios a la década de los setenta, inaugurándose el 20 de noviembre de 1979 en la planta baja del edificio ochocentista de las antiguas Escuelas Pías. Posteriormente se rehabilitó este edificio para transformarlo en la actual Casa de la Cultura de Alcira, por lo que el 19 de mayo de 1989 se trasladó el museo a la primera planta del edificio.
A partir de 1992 el museo empezó a abrir sus puertas con un horario estable. El 15 de febrero de 1994 fue reconocido por la Generalitat como centro de recuperación, conservación, estudio y divulgación de los valores historicoartísticos y culturales de Alzira.
Los fondos del museo fueron incrementándose a lo largo del tiempo gracias a los nuevos hallazgos arqueológicos procedentes de las excavaciones y a las donaciones particulares de obras de arte.
Inicialmente el museo tenía varias partes: 
- cartografía: con mapas y planos antiguos de la ciudad y su entorno. También fotografías de principios del siglo XX, con imágenes de edificios desaparecidos, así como puentes, partes de la muralla, paisajes, etc.
- arqueología: con material que iba desde la Prehistoria hasta época cristiana, pero la mayoría de las piezas, cerámica sobre todo, pertenecían a la Al-Jazira musulmana.
- etnología: Contaba con tres partes diferenciadas, la casa, los oficios y la agricultura.
- sala Enrique Núñez, dedicada a las Bellas artes.

Museo actual
El actual MUMA se inauguró el 21 de diciembre del 2008, disponiendo de un edificio propio para las instalaciones del museo.
El año 2014 se inició un nuevo proceso de ampliación del MUMA, a la antigua Casa de Alós, próxima al museo. Este inmueble está previsto que se destine a la exposición de los fondos etnológicos del museo.
El año 2017 entró a formar  parte de la Red de Museos Etnológicos Locales, coordinada por el Museo Valenciano de Etnología.

## Contenido
El museo recoge fondos del patrimonio cultural de la localidad y la comarca de la Ribera Alta, entre los que destacan los materiales arqueológicos procedentes de diversos yacimientos, como el del centro histórico de la ciudad, la Vila, o los del monasterio de la Murta.
El propio edificio que alberga al museo, la Casa del Empeño, es exponente del interés arqueológico y arquitectónico del núcleo de la Vila, con los que es parte de los elementos que se exponen. A través de ventanas arqueológicas en los muros de tapial y en el pavimento se observa la tipología de la construcción y sus fases, así como los estratos formados por los rellenos de la ocupación humana y las aportaciones de sedimentos fluviales debidas a las inundaciones del Júcar. En algunas partes del edificio, se observan vestigios arquitectónicos de las diferentes etapas de ocupación: muros de tapial, arcos apuntados o de medio punto, arcos geminados y canecillos que asoman de las paredes.
En la Sala del Muro Islámico se muestra un fragmento del zócalo de un muro de época almohade, procedente de una excavación con restos de pintura decorativa de estilo geométrico-vegetal, con dos alafias cúficas, una que se interpreta «Al-mulk li-lâh», (el Poder es de Dios) y otra en que figura «al-‘uzm»(La grandeza (de Dios)).
La Sala del Apostolado alberga la Tabla Gótica del Apostolado, de los siglos XIV o XV. La tabla procede de la predela de un retablo. Representa siete apóstoles, de los que destaca Santiago por su profusa decoración. Aunque se desconoce su origen a ciencia cierta, en opinión de su restauradora, Mónica Ibáñez, podría proceder de algún retablo de iglesia o monasterio exclaustrado tras la desamortización. La pieza se conservó al conservarla el Ayuntamiento colgada en el antiguo despacho del alcalde.
Las salas que presentan desde la prehistoria hasta el siglo XIV, siempre con un enfoque eminentemente comarcal y local, muestran materiales del municipio alcireño y de otros de la comarca. Se exhibe una reproducción de una tumba romana bajo tégulas, procedente de la necrópolis del Camí d’Albalat, en la partida de Tisneres, y que data del siglo II d. C. Hay lápidas y elementos cerámicos desde la época romana a la conquista cristiana. También se presenta un tesorillo de monedas de plata y de vellón de los siglos XIII y XIV, que se encontró en una hucha cerámica en el yacimiento de la Vila.
En la Sala Enrique Núñez, se presentan los fondos procedentes de las excavaciones arqueológicas llevadas a cabo en las ruinas del monasterio de Nuestra Señora de la Murta, de los siglos XIV a XIX, declarado Bien de Interés Cultural en 2002. Se exponen elementos decorativos, recipientes de cerámica con el emblema de león, que representa a la Orden de los Jerónimos y también a la familia Vich, protectores del cenobio. Destaca la «Creu d’Alfardons». Esta cruz se hallaba en uno de los matacanes de la Torre dels Coloms y se compone de nueve azulejos de forma hexagonal, o alfardones.

## Edificio actual
El incremento de los fondos hizo necesaria la mejora y la ampliación de las instalaciones, razón por la cual el museo se trasladó en 2008 a la Casa del Empeño, también conocida como Casa del Carbón. Este edificio está ubicado en el barrio de la Vila, el casco antiguo de la ciudad. Se trata de un caserón gótico renacentista de los siglos XVI y XVII, una casa señorial que ha tenido diferentes propietarios y usos.
El museo ocupa las tres plantas del edificio. La distribución es la siguiente:

### Planta baja
- Sala de audiovisuales: se pueden ver diferentes vídeos de Alcira.
- Maqueta de la Villa: origen de la ciudad.
- Sala del Muro Islámico: contiene un muro decorado del siglo XII-XIII que fue recuperado a unas excavaciones arqueológicas.

### Primera planta
- Sala Sucro: En esta sala encontramos expuestos los fondos arqueológicos del municipio y de la comarca de la Ribera Alta, mediante una clasificación cronológica según la época a la cual pertenecen. Empezando con la Prehistoria y acabando el recurrido a la época Medieval, comprendiendo las etapas históricas acontecidas al municipio de Alcira: prehistoria, época ibero-romana, época islámica y época cristiana.
- Sala del Apostolado y Sala Enrique Núñez: continuación del recorrido cronológico hasta los siglos XVIII y XIX.

### Segunda planta
- Sala Teodoro Andreu: está expuesta la obra pictórica del artista alcireño.
- Cuarto de los pintores contemporáneos: obras pictóricas con temática variada.
- Sala de Nuevas tendencias.
- Oficina para la gestión y atención de usuarios.
- Biblioteca especializada.
- Archivo documental y fotográfico.

### Sótano
- Taller de restauración
- Depósito